# Vương An Thuận
Vương An Thuận (tiếng Trung: 王安顺; sinh tháng 12 năm 1957) là một chính trị gia Trung Quốc, từng giữ chức Thị trưởng Bắc Kinh từ năm 2012 đến năm 2016.

## Tiểu sử
Vương An Thuận sinh năm 1957 ở Huy Huyện, Tân Hương, tỉnh Hà Nam, từng theo học tại trường Đại học Địa chất Trung Quốc. Ông gia nhập Đảng Cộng sản Trung Quốc vào tháng 3 năm 1984. Thời trẻ ông làm việc trong ngành công nghiệp dầu khí và phụ trách thăm dò dầu ở tỉnh Cát Lâm, Đông Bắc Trung Quốc. Ông cũng có bằng Thạc sĩ về Kinh tế từ Đại học Nam Khai, Thiên Tân.
Từ tháng 7 năm 1999 đến tháng 9 năm 2001, ông giữ chức Trưởng ban Tổ chức Tỉnh ủy Cam Túc. Tháng 9 năm 2001, ông được luân chuyển tới Thượng Hải công tác, đến tháng 4 năm 2003, ông được bầu làm Phó Bí thư Thành ủy Thượng Hải. Tháng 3 năm 2007, ông tiếp tục được điều động về Bắc Kinh, giữ chức Phó Bí thư Thành ủy. Tháng 1 năm 2011, ông được bầu làm Chủ tịch Hội nghị Chính trị Hiệp thương Nhân dân thành phố Bắc Kinh (Mặt trận Tổ quốc).
Ngày 25 tháng 7 năm 2012, tại kỳ họp lần thứ 34, Ủy ban Thường vụ Hội đồng Nhân dân thành phố Bắc Kinh khóa 13 đã phê chuẩn bổ nhiệm ông làm quyền Thị trưởng Bắc Kinh, thay thế Quách Kim Long nhận nhiệm vụ mới.
Ngày 28 tháng 1 năm 2013, ông chính thức được bầu làm Thị trưởng thành phố Bắc Kinh tại kỳ họp Hội đồng Nhân dân thành phố. Ngày 30 tháng 10 năm 2016, Vương An Thuận từ chức Thị trưởng Bắc Kinh, kế nhiệm ông là Thái Kỳ, một đồng minh của ông Tập Cận Bình. Sau đó, ông được điều động bổ nhiệm giữ chức Bí thư Ban Cán sự Đảng Trung tâm Nghiên cứu phát triển Quốc vụ viện Trung Quốc.
Vương An Thuận là Ủy viên Dự khuyết Ban Chấp hành Trung ương Đảng Cộng sản Trung Quốc khóa 17 và là Ủy viên Ban Chấp hành Trung ương Đảng khóa 18.